# Torneo de Berlín 1993
El German Open 1993 fue un torneo de tenis femenino, disputado del 10 al 16 de mayo de 1993. Fue un evento de categoría Tier I que se jugó en canchas de polvo de ladrillo como preparativo para el segundo Grand Slam del año, Roland Garros. Fue la 78.ª edición del torneo y tuvo lugar en el Rot-Weiss Tennis Club en la capital alemana, Berlín.

## Campeonas

### Individual femenino
Steffi Graf venció a  Gabriela Sabatini por 7–6(7-3), 2-6, 6–4

### Dobles femenino
Gigi Fernández /  Natalia Zvereva vencieron a  Debbie Graham /  Brenda Schultz por 6-1, 6-3